# Besma marilacta
Besma marilacta là một loài bướm đêm trong họ Geometridae.